# Parler Tout Bas
Parler Tout Bas is de derde single van de Franse zangeres Alizée, die uitkwam in april 2001. Net als voorgaande singles Moi...Lolita en L'Alizé is deze gemaakt in samenwerking met Mylène Farmer en Laurent Boutonnat.